# Brasławska Grupa Jezior

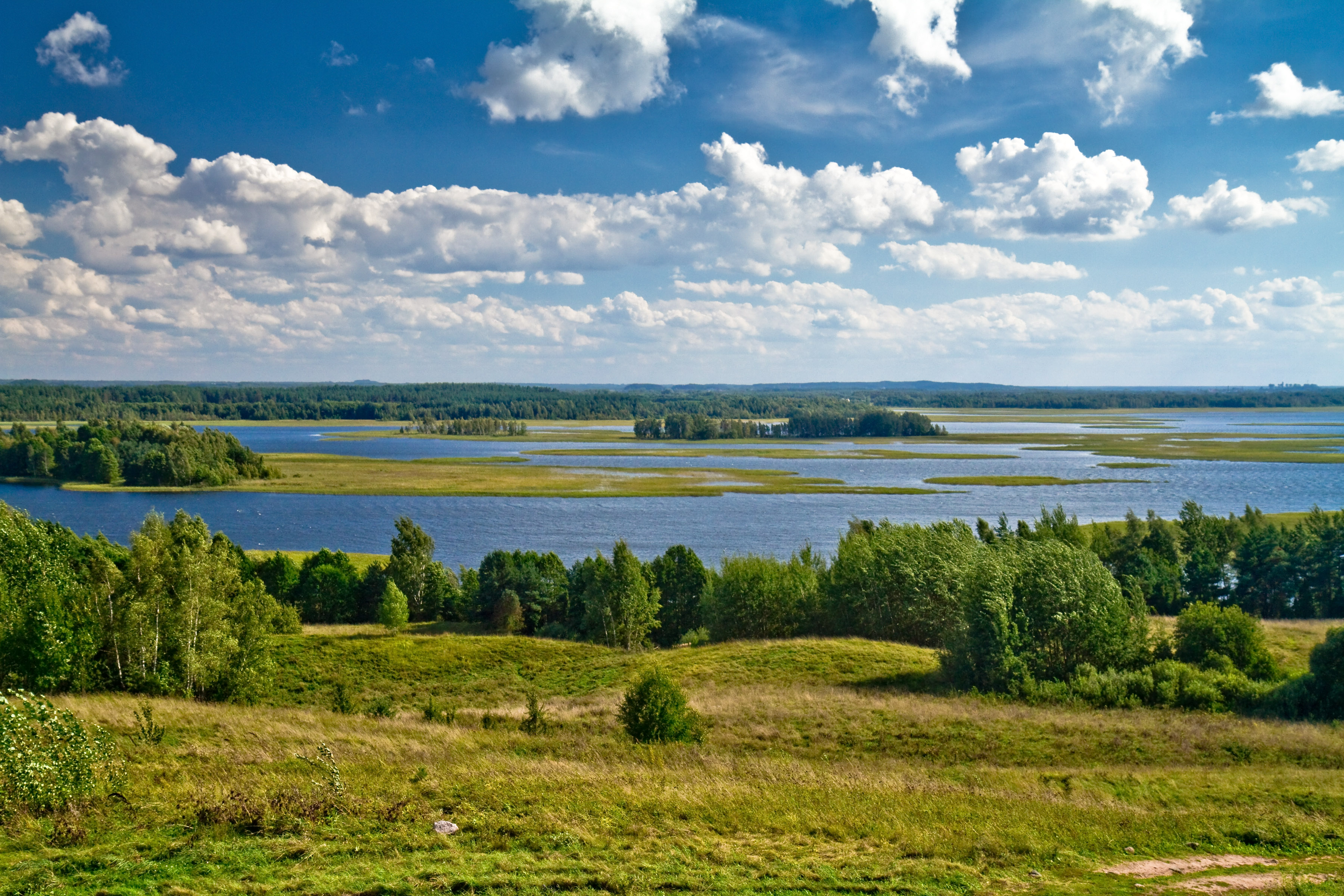
Jezioro Strusto

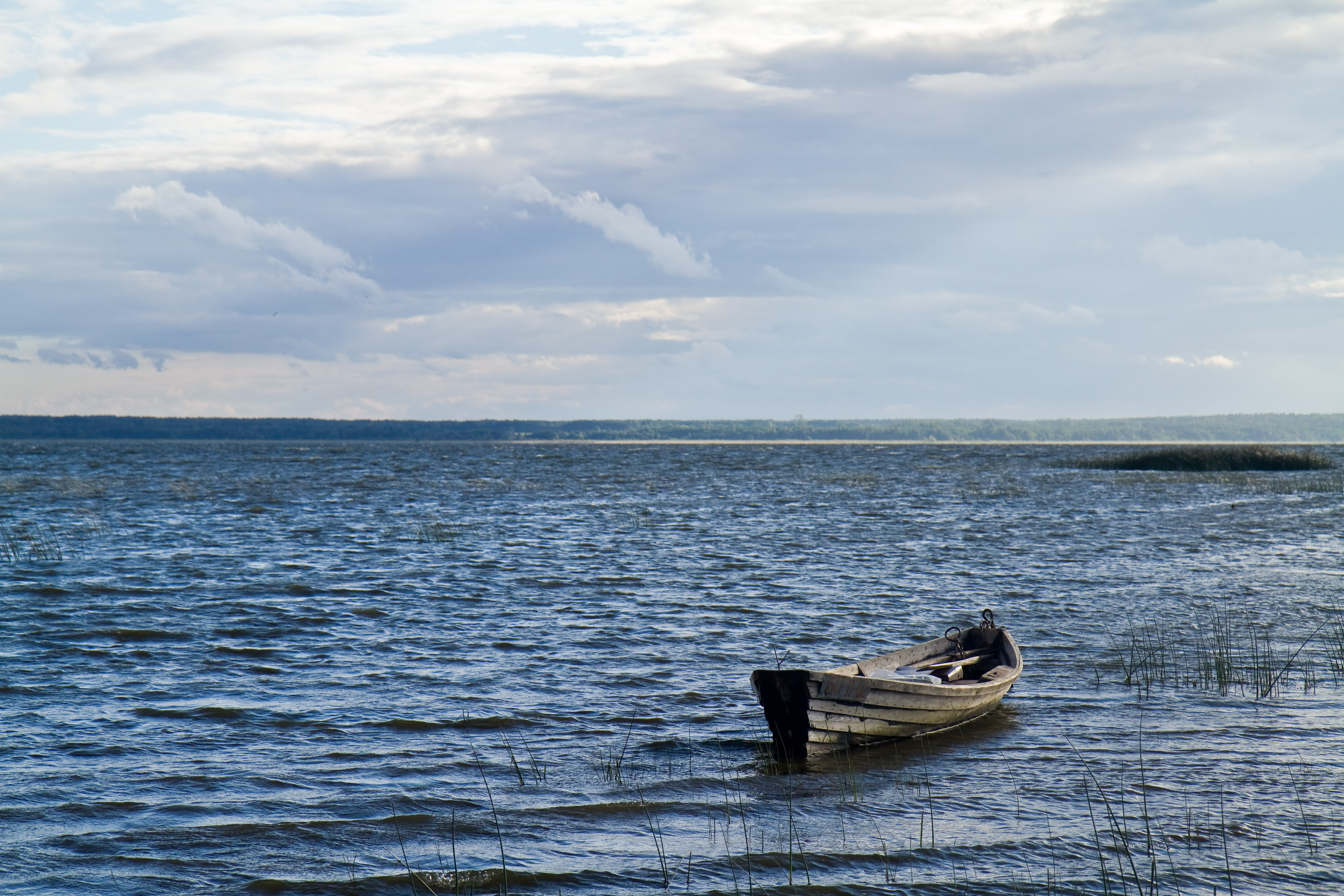
Jezioro Drywiaty

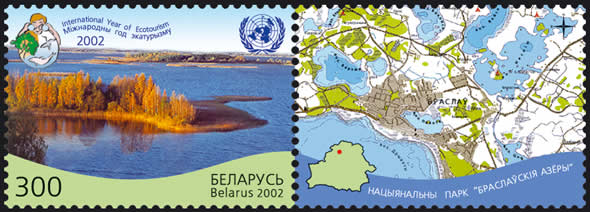
Jeziora brasławskie na białoruskim znaczku pocztowym

Brasławska grupa jezior (biał. Браслаўская група азёр, Браслаўскія азёры) – grupa jezior na Białorusi leżących w rejonie brasławskim w obwodzie witebskim w dorzeczu rzeki Drujka na obszarze Parku Narodowego „Jeziora Brasławskie”.
Jeziora położone są na obszarze polodowcowym. Otaczają je formy ukształtowania terenu, jak kemy i ozy. Jeziora łączą się małymi rzeczkami, kanałami i rowami. Na północ od jeziora Strusto położone są stosunkowo niewielkie lasy. Jeziora są wykorzystywane w celach rekreacyjnych, wokół nich prowadzą szlaki turystyczne.
Grupa obejmuje 30-50 jezior o łącznej powierzchni ok. 114–130 km². W skład grupy wchodzą m.in.:
- Drywiaty
- Snudy
- Strusto
- Cno
- Pociech
- Niedrawa
- Nieśpisz
- Wojso
- Wołos Północny
- Wołos Południowy
- Buża
- Bereże